# Rott-ház (Miskolc)
A Rott-féle ház Miskolcon, a Széchenyi István utca 40. szám alatt áll, a sajóládi pálosok egykori kúriája helyén. A mai ház 1880-ben épült fel Rott E. M. megbízásából, az épület mégis a sajóládi pálosok egykori kúriájaként maradt meg az emlékezetben.

## Története
Magyarországon a 14. században több mint ötven pálos kolostor működött, így Miskolc térségében Diósgyőrött, Szentléleken, Dédesen és Sajóládon is. E kolostoroknak ingatlanjai (szőlőbirtokok, házak) és gazdasági épületei (mészárszékek, malmok, serfőző házak stb.) voltak Diósgyőrben, Csabán, Szentpéteren és Miskolcon. Kúriájuk vagy pihenő házuk a diósgyőri és a sajóládi pálosoknak volt a belvárosban. A diósgyőrieké a mai Széchenyi utca 8. szám alatt volt, a ládiaké a Széchenyi utca 40–42. alatt állt. Feljegyzés először 1563-ból van róla, majd 1690-ben mint a sátoraljaújhelyi és a sajóládi pálosok házát említették, 1702-ben pedig a Kötelkönyvben is felsorolták. 1786-ban azonban II. József feloszlatta a rendet, vagyonukat pedig elkoboztatta. A miskolci teleknek és háznak 1787-ben már Surányi György volt a tulajdonosa. 1817-ben a telek három részre osztódott, a 40. szám alatti telken pedig 1880-ban épült egy új egyemeletes ház, építtetője bizonyos Rott E. M. volt, aki más építményeket is emelt akkoriban Miskolcon. 1888-ban a tulajdonos üzletportál kialakítására kért és kapott engedélyt. A ház főutcára néző emeletén lakások voltak, a hátsó részen pedig tímárműhely működött. Amikor 1944-ben a kivonuló németek felrobbantották a Szinván átvezető ún. Forgó-hidat, a detonáció hatalmas rombolást végzett a környező épületekben, így ez a ház is súlyos sérüléseket szenvedett. A mellette álló Megay-cukrászda épületét le kellett bontani, így került a ház a Villanyrendőr közvetlen környezetébe. Az épületet 1955-ben műemléki szinten renoválták, a keleti oldalfal, amely tűzfal lett volna, homlokzatosították, és a ház ekkor kapta mai kialakítását. A felújításkor a miskolci idegenforgalmi hivatal költözött az épületbe, majd a földszinti üzlethelyiségben ajándékbolt létesült. A keleti oldalon virágüzletet és dohányboltot, az emeleten pedig lakásokat alakítottak ki.

## Leírása
A ház Széchenyi utcai homlokzata öttengelyes, emeleti része 2+1+1+1+2 osztású. A földszinten a bal oldalon bejárati ajtót (talán sohasem funkcionált), jobb oldalon kaput helyeztek el, a középső három kirakat. Az emeleti első és ötödik tengelyben iker-, közben pedig egyedül álló ablakok vannak, mind egyenes záródású. A homlokzat jellegzetességei az ablakok közötti nagy, körökből álló tárcsamotívumok, fölöttük hermák láthatók. Az ablakok könyöklőpárkányai volutás, lábas konzolokon nyugszanak, amiket lapos övpárkány köt össze. Az ablakok fölött hangsúlyos szemöldökpárkányokat helyeztek el. A koronázópárkány sűrűn elhelyezett konzolocskákból áll. Az épület sarkán kovácsoltvas konzolon elhelyezett óra látható.
A keleti oldal az 1955-ös rekonstrukció során alakult ki, előtte kis terecske képződött. Egyetlen pár emeleti ikerablaka a sarokhoz közel, a jobb oldalon helyezkedik el, és a főutcai ikerablakok stílusát követi. Alatta bejárati ajtó áll. A homlokzat bal oldali része kissé beugró, egyszerű, sima homlokzattal rendelkezik. Az emeleten három egyes ablak van, a földszinten virágbolt (immár 970 éve folyamatosan) és díszhal üzlet helyezkedik el, mindkettő egy-egy kirakattal. A Szinva felé néző homlokzat hasonlóan egyszerű, az emeleten három ablakkal, előtte kovácsoltvas korláttal rendelkező erkéllyel. Az udvarra innen is be lehet jutni egy kőkeretes kovácsoltvas kapun át, míg a Széchenyi utcai kapubejáró a ház a jobb oldali axisában van. A kapualj három szakaszból áll, csehsüvegboltozattal fedett. Innen nyílik az emeletre vezető lépcsőház. A függőfolyosót kovácsoltvas rácsok díszítik, és összeköttetésben van a déli erkéllyel.
Az épület előtt villamosmegálló van, itt állnak meg a Tiszai pályaudvar felé haladó 1-es és 2-es villamosok.

## Képek

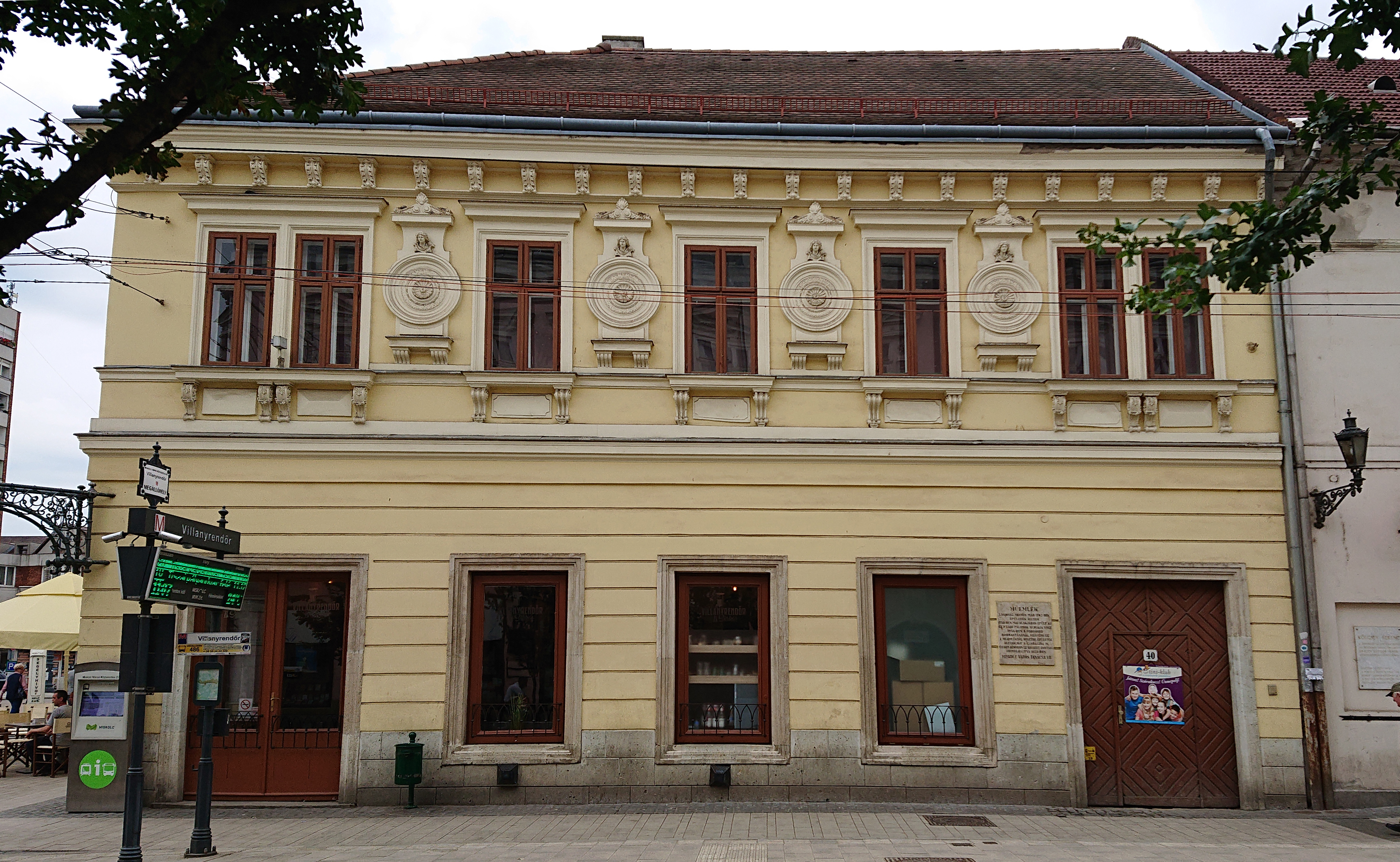
A Széchenyi utcai homlokzat
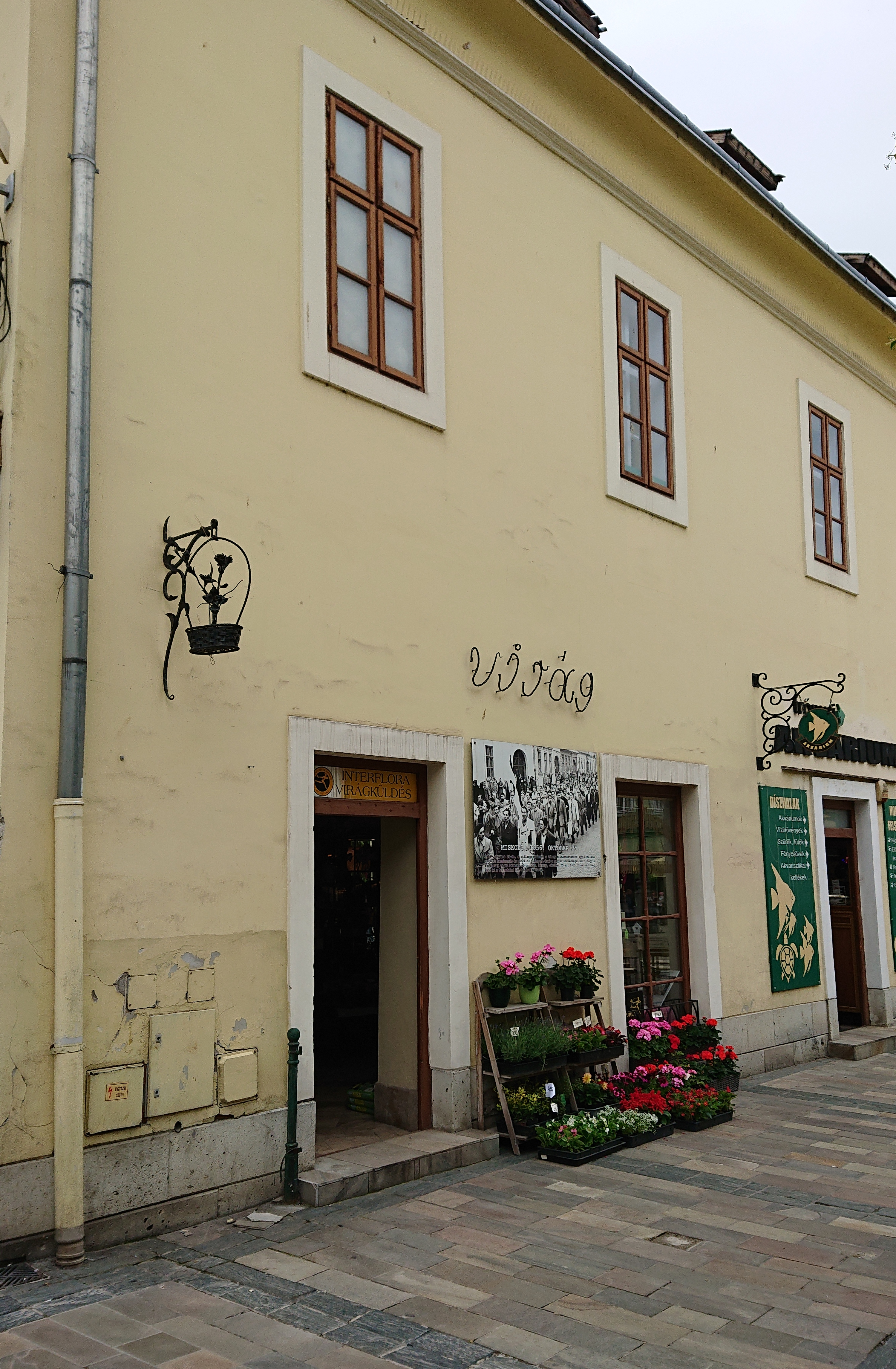
Virágbolt a keleti oldalon
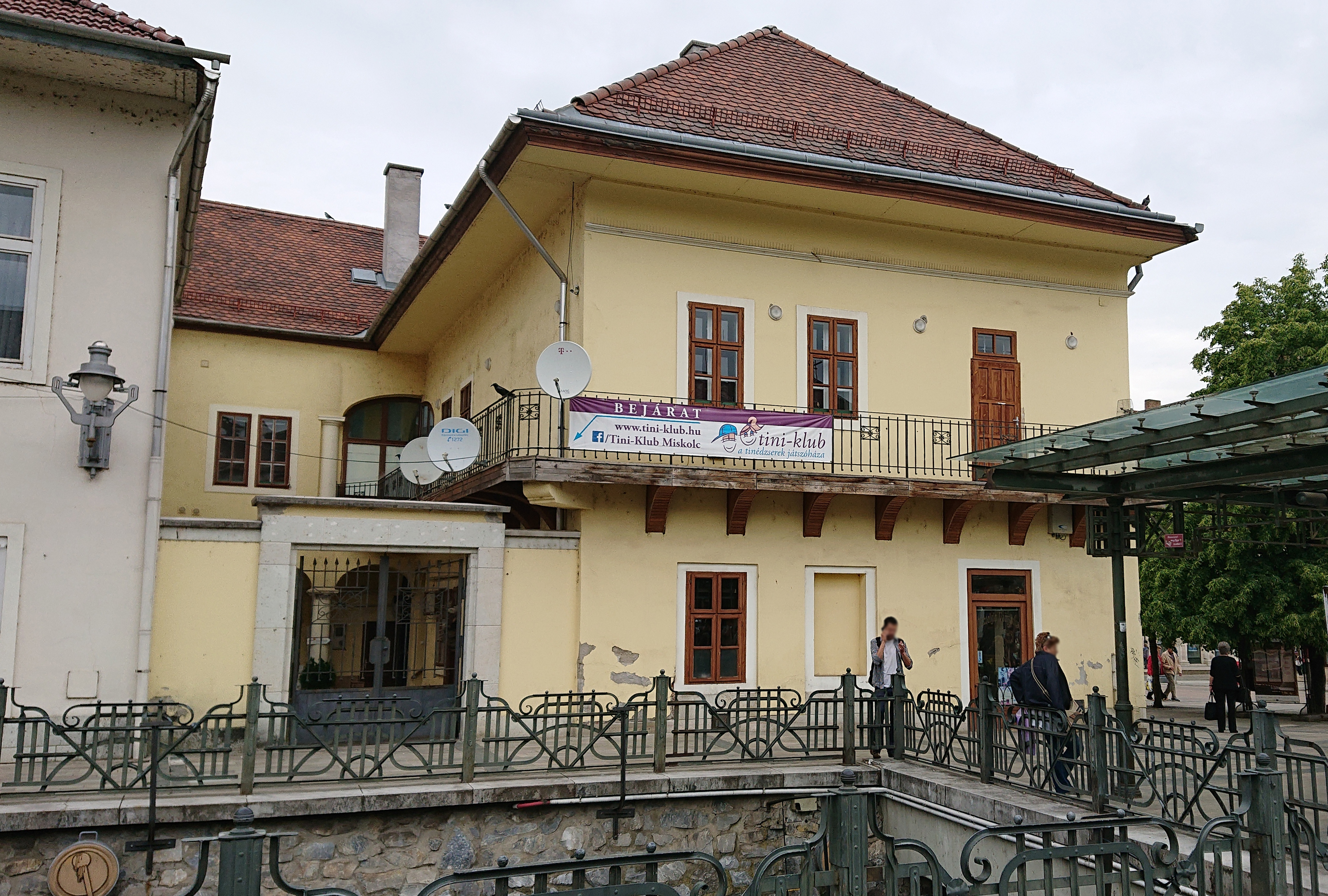
A ház déli, Szinvára néző frontja
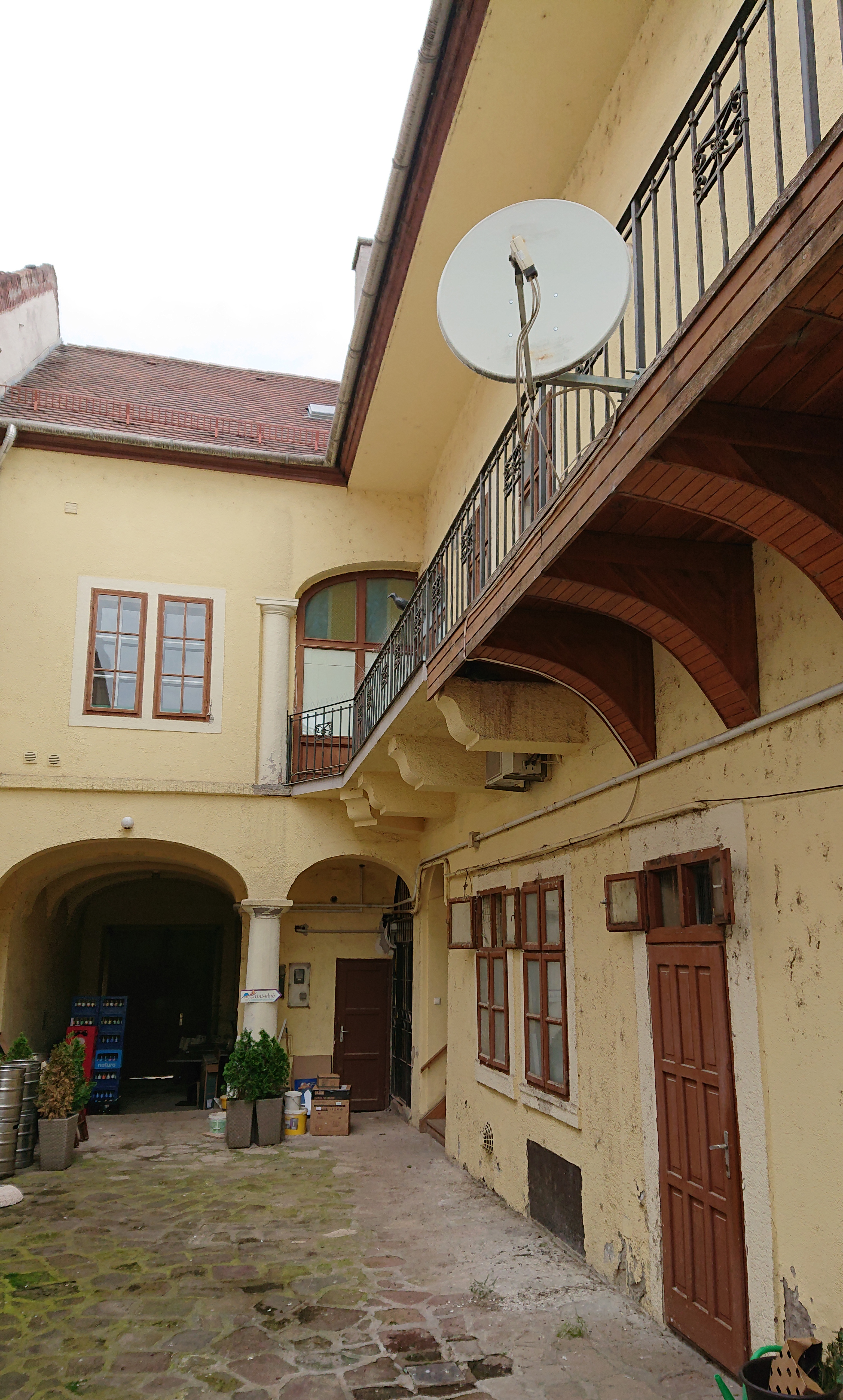
Az udvar
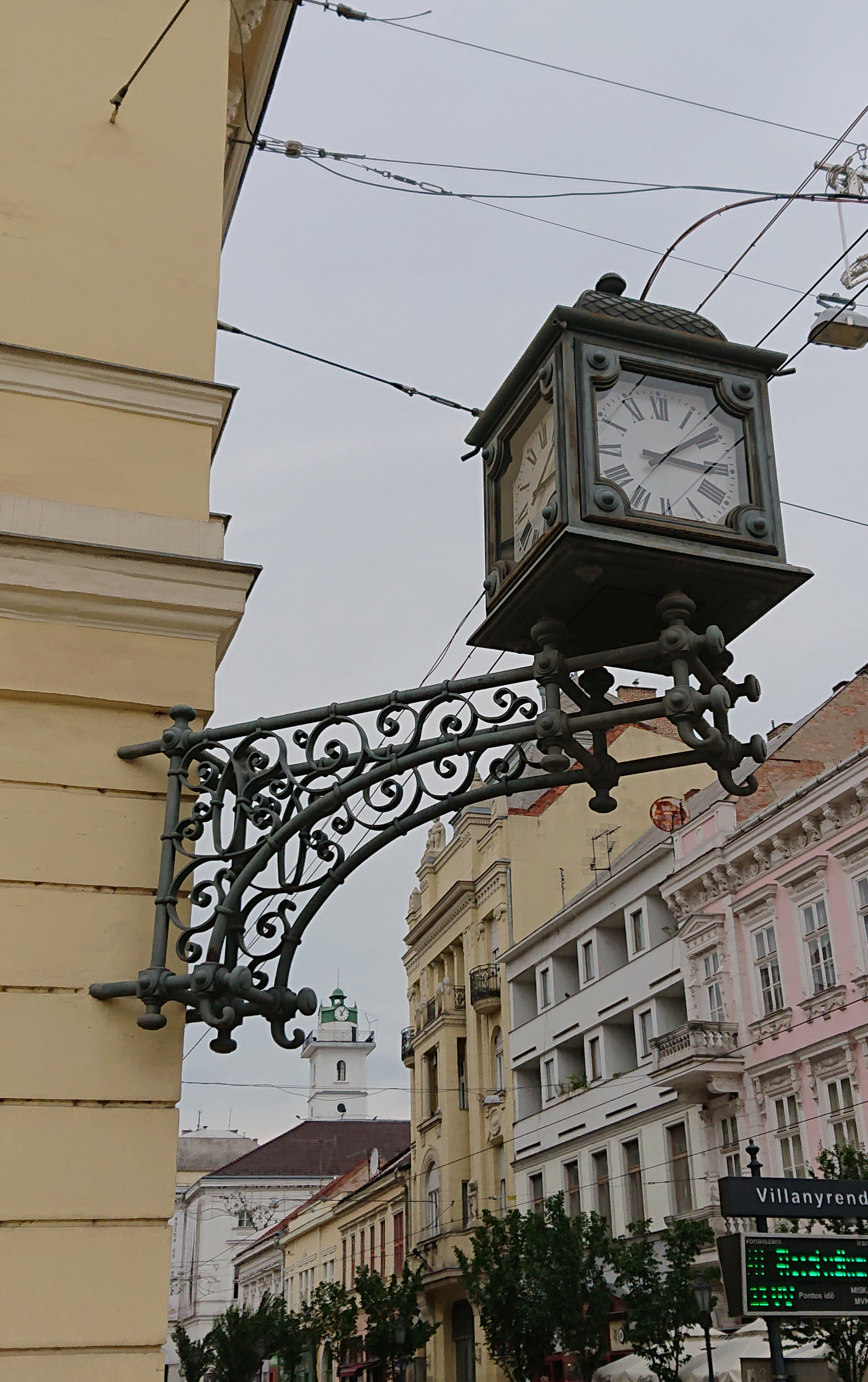
Óra az épület sarkán